# Pselliophora sikkimensis
Pselliophora sikkimensis är en tvåvingeart som beskrevs av Günther Enderlein 1921. Pselliophora sikkimensis ingår i släktet Pselliophora och familjen storharkrankar. Inga underarter finns listade i Catalogue of Life.